# Rue Régis
La rue Régis est une voie du 6e arrondissement de Paris, en France.

## Situation et accès
La rue Régis est une voie publique située dans le 6e arrondissement de Paris. Elle débute au 24, rue de l'Abbé-Grégoire et se termine au 3, rue de Bérite.
Le quartier est desservi par la ligne de métro 4 à la station Saint-Placide, par la ligne 10 à la station Vaneau et par la ligne 12 à la station Rennes.

## Origine du nom

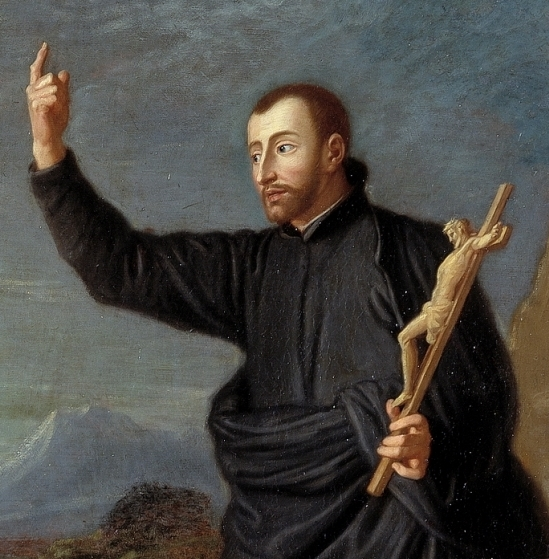
Jean-François Régis.

Elle porte le nom de Jean-François Régis (1597-1640), jésuite, canonisé en 1737, en raison du voisinage du séminaire des Missions étrangères.

## Historique
Cette voie est ouverte en 1864 et prend sa dénomination par un décret du 2 mars 1867.